# Moody
《Moody》為香港歌手黃凱芹首張專輯，於1987年9月16日暑假檔期推出。

## 簡介
1986年，黃凱芹參加ABU憑《再遇》正式進軍樂壇，然後加盟寶麗金唱片公司。翌年甫推出此唱片即達雙白金銷量，歌曲如《傷感的戀人》、《流離所愛》（與余劍明合唱）等廣受歡迎，在1988年IFPI香港唱片銷量大獎獲得本地白金唱片大獎，銷量與同於1987年暑假推出的《Summer Romance》、《再見吧！？浪漫》等一線專輯位列五強之內。

## 曲目
| 曲序     | 曲目                     |          | 作曲                         | 编曲     | 备注                                   | 时长  |
| -------- | ------------------------ | -------- | ---------------------------- | -------- | -------------------------------------- | ----- |
| 1.       | 子夜徘徊                 | 向雪懷   | 平尾昌晃                     | 鮑比達   | 改編自狩人的《白馬山麓》               | 5:02  |
| 2.       | 我沾濕了的臉             | 林夕     | 德永英明                     | 盧東尼   | 改編自德永英明的《幾つものワンシーン》 | 4:16  |
| 3.       | 呼號                     | 林振強   | Andrew Gold、Graham Gouldman | 盧東尼   | 改編自Wax的《Hear No Evil》            | 3:54  |
| 4.       | 流離所愛（與余劍明合唱） | 向雪懷   | 盧東尼                       | 盧東尼   | 香港電台廣播劇《流離所愛》主題曲       | 4:44  |
| 5.       | 再遇                     | 黃凱芹   | 黃凱芹                       | 盧東尼   |                                        | 4:27  |
| 6.       | 傷感的戀人               | 黃凱芹   | 黃凱芹                       | 盧東尼   |                                        | 4:09  |
| 7.       | 自成一派                 | 陳嘉國   | 蔡國權                       | 鮑比達   |                                        | 3:38  |
| 8.       | 人間蒸發                 | 潘偉源   | 劉以達                       | 劉以達   |                                        | 3:38  |
| 9.       | 暫時戀愛                 | 潘源良   | 玉置浩二                     | 黃耀光   | 改編自安全地帯的《いますぐに恋》       | 3:20  |
| 10.      | 曲中情                   | 向雪懷   | 黃凱芹                       | 甘仕良   | 香港電台廣播劇《曲中情》主題曲         | 4:12  |
| 11.      | 旁觀者清                 | 林振強   | 筒美京平                     | 鄧志和   | 改編自柏原芳惠的《イチヂクは木の下で》 | 3:40  |
| 总时长： | 总时长：                 | 总时长： | 总时长：                     | 总时长： | 总时长：                               | 45:00 |

## 音樂錄像

### 非原人演出
- 流離所愛（與余劍明合唱）（寶麗金卡拉OK碟聖20合唱歌曲精選（1992年，非原聲））
- 再遇（寶麗金金曲卡拉OK POL33006（1990年，原聲））
- 傷感的戀人（1989年版本）（寶麗金金曲卡拉OK POL33003（1989年，原聲）、寶麗金卡拉OK碟聖3巨星原裝金曲（1991年，原聲））
- 傷感的戀人（1992年版本）（寶麗金卡拉OK碟聖12粵語歌曲精選（1992年，非原聲））